# Венецианово
Венециа́ново — деревня в Удомельском городском округе Тверской области.

## География
Находится в 33 км к северо-востоку от города Удомля на реке Ворожба.

## История
В 1478 году в списке изъятия Удомельских земель от Новгорода в пользу московского князя Ивана III упоминается местность Дуброва, Дубровка, расположившаяся от озёр Наволок и Кезадра, восточнее волости Мушино до современных деревень Токариха, Власово, Филиппково, пустошей Сафонково, Коптево.
Дубровский погост упоминается в письменных источниках в XVIII веке, первые церковные книги погоста относятся к 1781 году. В 1799 году тщением прихожан построена деревянная церковь Спаса Нерукотворного Образа на южном берегу р. Ворожба. Вокруг церкви — кладбище, окруженное оградой из дикого камня. На этом кладбище в 1847 году был похоронен Венецианов. В 1883—1896 годах на северном берегу р. Ворожбы была построена каменная Спасская церковь и в 1896 году освящена. Старая, деревянная, церковь была приспособлена под усыпальницу, сейчас её нет.
В Списке населенных мест Тверской губернии 1859 года значится погост Дубровский, на реке Ворожба, 5 дворов, 27 жителей. В конце XIX — начале XX века погост стал именоваться селом, по данным 1886 года здесь кроме жителей духовного сословия живут семьи отставных солдат и крестьяне, всего 8 семей, 26 жителей. В 1914 году в приход Спасской церкви села Дубровского Макаровской волости Вышневолоцкого уезда входили 28 деревень с населением 3173 жителя.
В 1940 году село центр Дубровского сельсовета Брусовского района Калининской области. В послевоенное время жители деревни Дубровское трудились в колхозе «Коммунар».
В 1980 году деревня Дубровское переименована в село Венецианово (сейчас, однако, — деревня) в честь Алексея Гавриловича Венецианова (1780—1847) — русского живописца, похороненного на местном кладбище. Венецианов с 1819 года до конца жизни постоянно жил в сельце Сафонково, где написал свои наиболее известные полотна (сейчас урочище Сафонково в 2,5 км к югу от деревни 57°55′44″ с. ш. 35°22′05″ в. д.).
В 1997 году в деревне Венецианово Зареченского сельского округа Удомельского района 14 хозяйств, 23 жителя.
До 2015 года деревня входила в состав Зареченского сельского поселения, с 2015 года — в составе Удомельского городского округа.

## Население
| 1859 | 2002 | 2010 |
| ---- | ---- | ---- |
| 59   | ↘21  | →21  |

Население по переписи 2002 года — 21 человек, 8 мужчин, 13 женщин.

## Достопримечательности
- Могила А.Г. Венецианова
- Спасская церковь (построена в 1896 году)[6].